# Oracle v. Google
Oracle America, Inc. vs Google, Inc. est un procès dans lequel le titulaire des droits d'auteur sur le langage de programmation Java accuse la société Google d'avoir enfreint son droit de copyright.

## Contexte
La société Sun Microsystems a développé à partir des années 1990 le langage informatique Java. La technologie Java est composée de trois éléments : un langage informatique, plusieurs spécifications logiciels d’interpréteurs du langage (Java ME, Java SE...) et des implémentations de ces spécifications, les machines virtuelles Java (c'est-à-dire des logiciels capables d’interpréter le code écrit dans le langage Java).
En 2005, Google rachète la société Android et exploite le système d'exploitation mobile du même nom. Ce système d'exploitation mobile est composé d'un noyau Linux sur lequel repose une machine virtuelle nommée Dalvik. La machine virtuelle Dalvik, est capable d’interpréter des programmes écrits en langage Java puisqu'elle respecte les spécifications qui lui sont propres (Java SE ). 
Google négocie avec Sun un partenariat et un accord de licence sur la technologie Java sans parvenir à un accord,.
Oracle rachète Sun en avril 2009 et poursuit ses développements à partir de la technologie Java. Oracle et Google continuent leurs discussions sur une éventuelle licence sans qu'aucun accord ne soit trouvé. En août 2010 Oracle lance des poursuites contre Google pour violation de ses droits de propriété intellectuelle sur le fondement du droit d'auteur et sur celui du droit des brevets.

## Appel
Oracle fait appel devant la Cour Nord californienne, et Google interjette un appel croisé sur la demande de copie littérale. L'audience a lieu le 4 décembre 2013, Le jugement est publié le 9 mai 2014.
La loi sur le Copyright Act prévoit une protection pour les "travaux originaux d'auteur dès lors qu'ils sont fixés sur un moyen tangible d'expression" (p. 17). L'histoire explique comment il a été admis que les travaux littéraires comprenaient  "les programmes d'ordinateurs dans la mesure où ils incorporent un travail d'auteur dans l'expression du programmeur qui présente un caractère original, distinct des idées elles-mêmes" (p. 18). Pour être admis à la protection du droit d'auteur, un travail doit être original. 17 U.S.C. § 102(a). Ceci explique pourquoi la Cour a "d'abord évalué le fait de savoir si l'expression du programmeur présentait un caractère original" (p. 24). La Cour a noté que Google a reconnu "que les exigences d'originalité étaient présentes" (p. 21). Ceci la conduit à constater "que la structure d'ensemble du paquet des APIs d'Oracle's API présentait un caractère créatif, original et définissait une taxonomie" (p. 14).
La Cour d'appel a renversé le point central du jugement du Tribunal de district en considérant que la  "structure, séquence et organisation" d'un API pouvait faire l'objet d'un droit d'auteur. Elle a aussi considéré que considérant la proportion du recopiage l'affaire ne présentait pas pour Oracle une question de minimis. L'affaire fut renvoyée au Tribunal de district pour qu'elle soit reconsidérée sur la question de la doctrine de l'usage loyal.

## Renvoi devant la Cour Suprême
En octobre 2014, Google a demandé à la Cour suprême des États-Unis d'entendre l'affaire. Oracle a répondu à la demande en décembre. Le 26 mai 2015, l'Avocat général des États-Unis a recommandé que la demande soit rejetée, exprimant son accord avec la décision de la Cour d'appel. La Cour a rejeté la demande de certiorari le 29 juin 2015. 

## Second procès
Le second procès en première instance, en mai 2016, a donné raison à Google. Le jury populaire a considéré que l'usage des APIs appartenant à Oracle par Google relevait du "fair use".
Oracle a donc de nouveau fait appel. En mars 2018, la cour d'appel a considéré qu'il y avait bien violation des droits d'auteur d'Oracle. S'agissant d'une question de droit et non de fait, le jury populaire n'était pas compétent pour se prononcer sur la question du "fair use". Il ne pouvait y avoir "fair use" par Google du travail créatif d'Oracle dans la mesure où la société utilisatrice s'était livrée à un usage commercial des logiciels.

## Arrêt de la Cour Suprême
Le 5 avril 2021, la Cour Suprême des États-Unis décide que l'implémentation faite par Google de l'API Java consiste bel et bien en du "fair-use". Elle évite paradoxalement de se prononcer sur la question de savoir si les API de Java sont originaux et s'ils sont couverts par le droit d'auteur. Considérant qu'il ne s'agit pas de lignes de code à proprement parler et qu'elles sont utiles à la communauté des développeurs, la Cour Suprème décide que c'est à bon droit que Google a utilisé pour son bénéfice, même commercial, les 11 000 lignes développées par les créateurs du programme Java. "Nous sommes parvenus à la conclusion que dans ce cas, où Google a réutilisé une interface utilisateur en ne prenant que ce qui était nécessaire pour permettre aux utilisateurs de mettre à profit le cumul de leurs talents, la copie par Google de l’interface de programmation (API) Sun Java représente un usage légitime de ce contenu sur le plan du droit", explique le juge Stephen Breyer dans l'opinion qu'il a publiée au nom de la majorité.
Les juges dissidents, Clarence Thomas et Samuel Alito, font valoir qu'il n'est pas contesté que les lignes en question sont le fruit du travail des développeurs d'Oracle/Sun. Que comme pour un glossaire de définition en science ou en littérature, plusieurs de ces lignes ont un caractère créatif.. Que leur caractère original n'a pas été contesté par Google. Que Google aurait fort bien pu créer ses propres APIs, comme l'a fait Apple en pareille matière, sans avoir recours au capital technique appartenant à Oracle. Que le "fair use" se limite surtout à des applications pédagogiques et ne vise pas les applications commerciales qui dépossèdent le légitime propriétaire de son travail de création. Qu'à défaut d'écrire ses propres routines, Google aurait fort bien pu poursuivre les négociations entamées avec les créateurs, acquérir la licence de cette partie du logiciel Java et ainsi bénéficier de tout le travail accumulé par le réseau Oracle.
Dans un commentaire du 20 avril 2021, les grands juristes américains réunis par le Berkeley Center for Law and Technology approuvent sans réserve la décision de la Cour. Selon eux, le droit d'auteur ne peut s'appliquer aux logiciels de la même manière que le Traité de Berne aux œuvres scientifiques et littéraires. L'écriture d'un programme concerne souvent des opérations fonctionnelles et utiles pour la société. La couche de protection offerte par la législation  américaine du droit d'auteur ne doit pas  être interprétée de manière littérale comme l'a fait la Cour d'appel de Nord Californie. Il convient d'attribuer au droit d'auteur une épaisseur beaucoup plus mince pour les logiciels que pour les écrits littéraires afin de préserver la flexibilité du marché.[réf. souhaitée]